# Mar fechado
Mar fechado é um tipo de mar que  não tem nenhuma ligação com os oceanos. Na verdade, ele é apenas um grande lago que recebe o nome de mar pela sua água salgada.